# Luciano Manzi
Luciano Manzi (Asti, 12 febbraio 1924 – Collegno, 26 settembre 2014) è stato un politico e partigiano italiano.

## Biografia
Nel 1938 si arruola per la guerra civile spagnola nelle brigate internazionali. Durante la Resistenza aderisce alle Brigate Garibaldi e al Partito Comunista Italiano, è comandante partigiano e prende parte alla liberazione di Torino.
Nel 1954 sposa Silvia Malagoli, sorella di Marisa, figlia adottiva di Palmiro Togliatti. Intanto lavora alla Fiat di Torino, da cui viene licenziato per rappresaglia, poi diviene funzionario del Pci.
Nel 1975 diventa sindaco di Collegno, carica che ricopre fino al 1989. Dal 1992 è senatore della Repubblica per Rifondazione Comunista, nel 1998 partecipa alla scissione che dà vita al Partito dei Comunisti Italiani, è candidato alle elezioni europee del 1999, ottiene 606 preferenze nella circoscrizione nord-occidentale e non risulta eletto. Rimane a Palazzo Madama fino al 2001. 
Nel 2009 è tra i fondatori in Piemonte di Sinistra Ecologia e Libertà.
Attivo nell'Associazione Nazionale Partigiani Italiani, è stato presidente della sezione di Collegno e membro del consiglio provinciale torinese e di quello nazionale della stessa associazione.
Si è spento a 90 anni, nel 2014.